# Rey ahogado
|       |       |    |       |       |       |       |    |    |  |
|       | a8    | b8 | c8    | d8    | e8    | f8    | g8 | h8 |  |
| a7    | b7 rl | c7 | d7    | e7    | f7    | g7    | h7 |    |  |
| a6    | b6    | c6 | d6    | e6 kd | f6 pl | g6    | h6 |    |  |
| a5 rl | b5    | c5 | d5    | e5    | f5    | g5 pl | h5 |    |  |
| a4    | b4    | c4 | d4    | e4    | f4    | g4    | h4 |    |  |
| a3    | b3    | c3 | d3    | e3    | f3    | g3    | h3 |    |  |
| a2    | b2    | c2 | d2    | e2    | f2    | g2    | h2 |    |  |
| a1    | b1    | c1 | d1 ql | e1    | f1    | g1 kl | h1 |    |  |
|       |       |    |       |       |       |       |    |    |  |

En ajedrez, el rey ahogado —o simplemente ahogado— es una situación que se produce cuando el jugador de quien es el turno no tiene jugadas legales para realizar y el rey no se encuentra en estado de jaque, es decir, el rey no puede moverse a otras casillas porque quedaría en posición de jaque o porque están ocupadas por piezas propias o piezas ajenas que están defendidas, y además el jugador no tiene otras piezas que puedan moverse o capturar a piezas adversarias. A esto también se le conoce como tablas por rey ahogado.
Durante los finales, el rey ahogado es un recurso que puede permitir empatar en una posición inferior. En posiciones más complejas, donde hay muchas piezas, apenas hay situaciones donde el ahogado pueda darse, y suele presentarse como una maniobra fraudulenta que solo tiene éxito si el jugador superior no está prestando atención.
Asimismo, es un tema común en la composición de estudios de finales y otros problemas de ajedrez.

## Historia del reglamento del ahogado
Las reglas para el rey ahogado han sido bastante polémicas a través de la historia. Aunque un ahogado es aceptado universalmente como un empate, este no ha sido el caso en gran parte de la historia del ajedrez. En el ajedrez moderno, el ahogado era una victoria para el jugador al que le tocase mover. Esta práctica persistió en el ajedrez hasta los principios del siglo XV. Sin embargo, el ahogado fue considerado como una victoria inferior, por lo que, cuando se jugaba por dinero, solo se recibía la mitad de lo apostado, y así continuó en España hasta finales del siglo XVI. Las reglas en Inglaterra desde el siglo XVII hasta el XIX consideraban al ahogado como partida perdida para el jugador que le tocaba iniciar el juego, regla de juego que eminentes historiadores de ajedrez atribuyen al ajedrez ruso. Esta norma desaparece en Inglaterra antes de 1820, siendo reemplazada por el reglamento francés e italiano, en donde el rey ahogado se considera un empate.
Asumiendo que el negro sea ahogado, a lo largo de la historia ha sido considerado:
- Victoria para el blanco en el siglo X en Arabia y gran parte de la Europa medieval.
- Media victoria para el blanco en un juego de apuestas, el blanco gana la mitad de lo apostado (siglo XVIII en España).
- Victoria para el negro En el siglo IX en la India y en el siglo XVII en Rusia y en el centro de Europa y desde el siglo XVII y XVIII en Inglaterra. Explicando las razones para esta regla se dice que: "Aquel que pone a su rey adversario en un ahogado, pierde el juego porque ha desnaturalizado el curso natural del juego que solamente debe terminar con un gran jaque mate". Esta regla continuó siendo publicada en Hoyle's Games Improved hasta fines de 1866. Murray escribió en 1913: "La regla seguía apareciendo en ediciones posteriores a 1857 y me encontraba con gente que argumentaba que esa norma estaba vigente".
- Jugada ilegal: si el blanco hacía un movimiento que ponía al negro en situación de ahogado, entonces debía retractarse y hacer un movimiento distinto a aquel (en el este asiático hasta principios del siglo XX). Murray también escribió en el Ajedrez indio y Ajedrez persa, dos de las tres principales formas de jugar ajedrez allá por el año 1913, que a un jugador no le es permitido hacer un movimiento que coloque a su oponente en una posición de rey ahogado. La misma regla se aplica al ajedrez birmano. Por aquellos tiempos el ahogado no estaba permitido en la mayoría de países del este asiático (específicamente en Birmania, la India, Japón y Siam) hasta principios del siglo XX.
- El negro pierde su turno de mover en algunas partes de Francia medieval.
- Un empate: esta regla se estableció en Italia del siglo XIII, posteriormente en Alemania del siglo XV, aunque algunos jugadores le daba un trato equivalente a un jaque mate. Finalmente, esta regla se adoptó por toda Europa, pero no en Inglaterra hasta llegado el siglo XIX por Jacob Sarratt.